# Phylloserica macrophylla
Phylloserica macrophylla är en skalbaggsart som beskrevs av Moser 1911. Phylloserica macrophylla ingår i släktet Phylloserica och familjen Melolonthidae. Inga underarter finns listade i Catalogue of Life.